# The Making of "Rocky vs. Drago"
The Making of ‘Rocky vs. Drago’ (también conocida como Keep Punching the Making of Rocky vs. Drago) es una película del género documental de 2021, dirigida por John Herzfeld, que a su vez se encargó de la fotografía, los protagonistas son Sylvester Stallone, Dolph Lundgren y Brigitte Nielsen, entre otros. El filme fue realizado por Balboa Productions, se estrenó el 30 de octubre de 2021.

## Sinopsis
Este documental muestra a Sly exponiendo una mirada subjetiva e inflexible sobre el desarrollo de edición de Rocky IV.